# Alós d'Isil
Alós, o (Alós d'Àneu), és un nucli de població pertanyent a l'Entitat municipal descentralitzada d'Isil i Alós, del municipi d'Alt Àneu, a la comarca del Pallars Sobirà i a la vegueria de l'Alt Pirineu i Aran.
Ubicat a la zona més septentrional del terme municipal d'Alt Àneu, està situat a 1.268,6 Msnm, a la dreta de la Noguera Pallaresa.
El seu origen és medieval, car ja es troba mencionat a l'acta de consagració de la catedral d'Urgell, datada l'any 839, però de cronologia molt discutida. En època medieval el poble d'Alós era dividit en dos nuclis: Alós Sobirà i Alós Jussà; aquest últim és el poble actual.
Fou un municipi independent fins al 1846, data en la qual s'uní a Isil, juntament amb el poble d'Àrreu. Des de l'any 1999 forma l'entitat municipal descentralitzada d'Isil i Alós conjuntament amb Isil.
Quant al seu patrimoni, cal destacar l'església d'origen romànic de Sant Lliser, la qual és documentada l'any 1090. Actualment és un edifici d'època moderna, però encara conserva una bella portalada romànica decorada amb arquivoltes i dos relleus encastats a la façana. També és digne d'esment el Pont d'Alós, romànic. Són, a més, molt característiques les cases antigues amb balcons de fusta. Una d'aquestes cases, Cal Tort, casa pairal dels Arnalot, té capella pròpia, dedicada al Nen Jesús de Praga. També es troben dins del nucli de població d'Alós les restes de la capella de Sant Pere.
Cal esmentar també les restes de l'església de Santa Eulàlia, que fou el temple d'Alós Sobirà.

## Etimologia
La primera part del topònim, malgrat el fet que sigui tan curt, és la unió de l'arrel al- (pastura) i el sufix, també basc, -ós, molt present a la toponímia pirinenca, sense significat establert, tot i que hom apunta que fa referència a final de la vall. Al- pastures, -ós al final de la vall.

## Festes
En l'actualitat se celebren aquestes festes:
- Baixada de falles, primer dissabte de juliol (antigament a la revetlla de Sant Pere).
Les falles van ser altre cop baixades a Alós el 5 de juliol del 2014.
- Festa Major, el 27 d'agost, Sant Lliser, i el cap de setmana més proper.
L'Associació Cultural d'Alós, organització sense ànim de lucre, és una de les actuals promotores d'aquestes festivitats.

## Geografia

### El poble d'Alós

#### Les cases del poble[3]
| - Casa Arlí - Casa Berrós - Casa Borbó - Casa Borràs - Casa Cabaler - Casa Calbanet - Casa Cantiner - Casa Cardona - Casa Cardosenc - Casa Cosan - Casa Crestoner | - Casa la Dida - Casa Eugènia - Casa Francisco - Casa Fuster - Casa Cardet - Casa Guillem - Casa Lliser de Sants - Casa Guitarra - Casa Janet - Casa Jaumetó - Casa Julià | - Casa Manel - Casa Marieta - Casa Miquel - Casa Miqueu - Casa Mogat - Casa del Molí - Casa Nel - Casa Neu - Casa Paula - Casa Pean | - Casa Peiró - Casa Peret de Son - Casa Pixeu - Casa Porgueres - Casa Pubill - Casa Ramon - La Rectoria - Casa Sanet - Casa Sants - Casa Sastre | - Casa Sauet - Casa Sebastià - Casa Sentenac - Casa Susagna - Casa Tarrado - Casa Tariou - Casa Teixiner - Casa Tor - Casa Vinyau - Casa Xanet |

## Les bordes d'Alós
El terme del poble d'Alós, com molts d'altres dels Pallars, és ric en bordes, sovint agrupades en petits veïnats. Hi destaquen les Bordes de Moredo, la Borda de Sanç, la de Cabalet, les Bordes de Pina, la Borda de Socampo, prop de la qual hi ha el Refugi del Fornet, la del Pubill, la de Tariou, la de Petit, les Bordes d'Isil, les Cases de Bonabé, la Borda Perosa (les dues darreres, prop del lloc on hi ha l'Estació d'esquí de fons de Bonabé) i, ja a prop del límit amb la Vall d'Aran, la Cabana de Montgosso. És de destacar el paratge denominat les Bordes Esbalçades, on ja no queda ni rastre de les bordes a les quals fa esment el topònim.

## Història

### Edat moderna
En el fogatge del 1553, Alós (Alos) declara 11 focs laics i 3 d'eclesiàstics (uns 70 habitants).

### Edat contemporània
Pascual Madoz dedica un article del seu Diccionario geográfico... a Alos (entendido comunmente por Alos de Esterri de Áneo para distinguirle de otro Alos del part. de Balaguer). Hi diu que és una localitat amb ajuntament situada a la Vall d'Àneu, a la dreta de la Noguera Pallaresa. És un lloc batut pels vents del nord i del sud, amb un clima bastant sa, però a causa del fred extrem, s'hi produeixen pulmonies i refredats amb febres. Tenia en aquell moment 24 cases, escola de primeres lletres a la qual assisteixen 30 nens i l'església parroquial de Sant Lliser, servida per un rector de provisió diocesana i quatre beneficiats. Hi ha fonts a l'entorn, d'aigües molt primes. El territori és de qualitat inferior per al conreu; al voltant està tot cobert de muntanyes amb boscos de pins i avets d'on s'extreu fusta per a llenya, i pastures excel·lents. S'hi produïa sègol, patates i fenc i s'hi criava bestiar vacum, de llana, mules i cavalls i porcs. Hi havia caça de llebres, perdius i isards, i pesca de moltes i bones truites. Comptava amb 24 veïns (caps de casa) i 134 ànimes (habitants).

## Llocs d'interès
- Ecomuseu de les valls d'Àneu
- Serradora d'Alós[6]

## Imatges

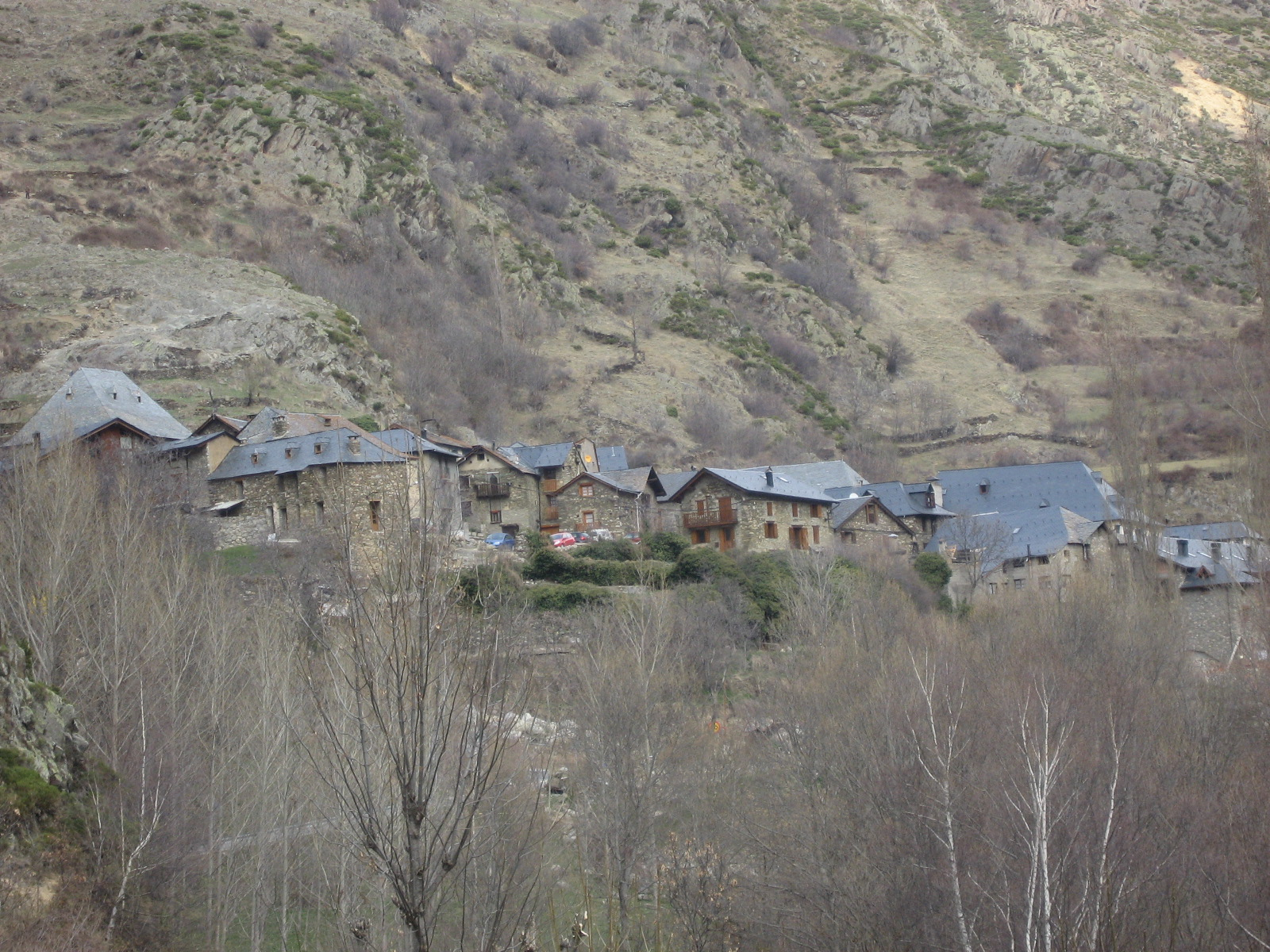
Poble d'Alós
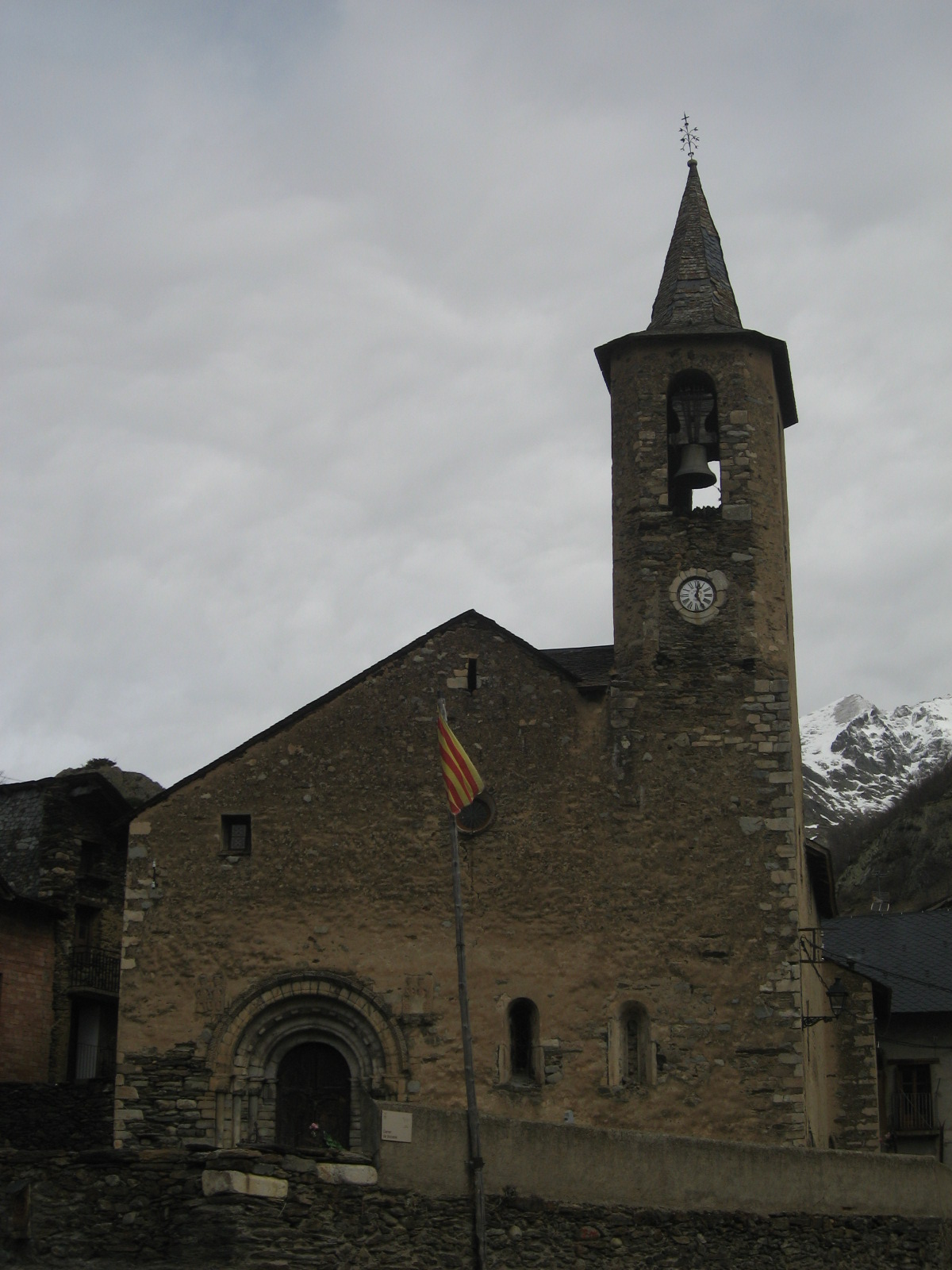
Església de Sant Lliser
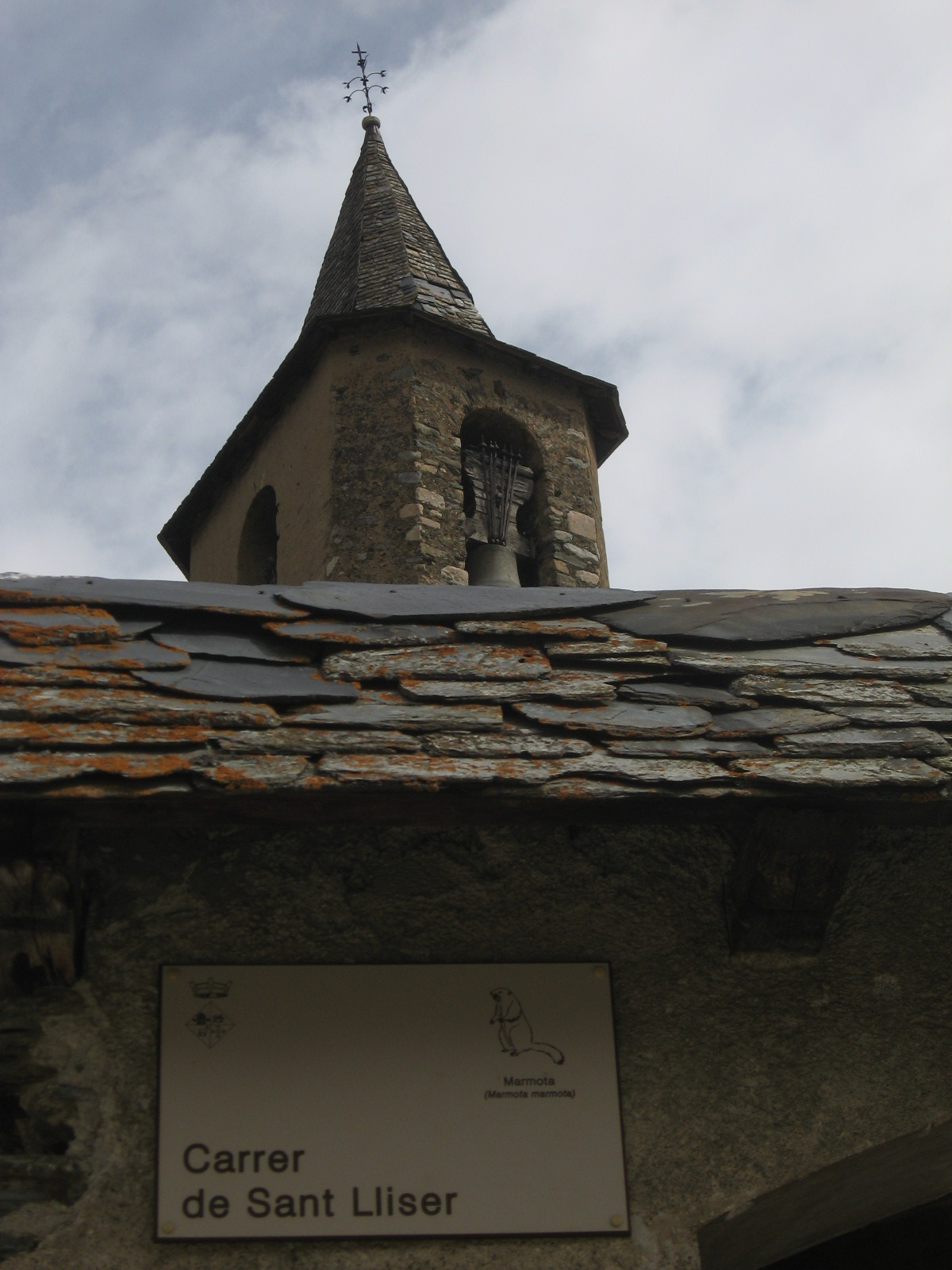
Campanar de Sant Lliser
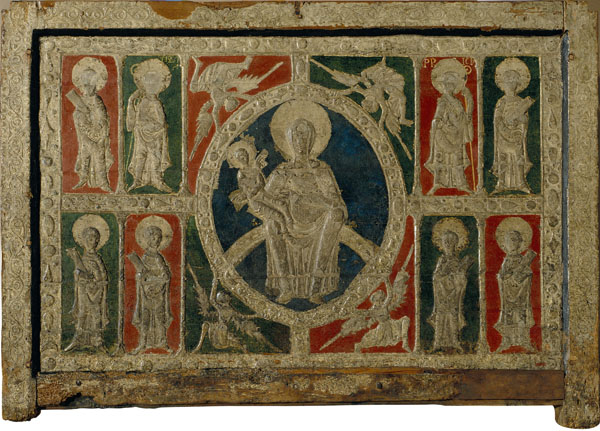
Antic altar de l'església d'Alós, ara al MNAC